# Johann Schrammel
Johann Schrammel (né le 22 mai 1850 à Neulerchenfeld, aujourd'hui intégré à Vienne, mort le 17 juin 1893 à Vienne) est un musicien et compositeur autrichien.

## Biographie
Il est le fils du clarinettiste Kaspar Schrammel (de) et d'Aloisia Ernst qui deviendra son épouse ; son jeune frère est Josef Schrammel (de). Il a aussi pour demi-frère Konrad Schrammel qui gagne sa vie avec un orgue de Barbarie après être devenu invalide durant son service militaire.
Il reçoit ses premières leçons de la part de son père en compagnie de son frère. À environ six ans, il entre dans le chœur de l'église de Neulerchenfeld. Grâce à son père, il reçoit des leçons de violon du premier instrumentiste du Carltheater, Ernst Melzer.
Le 6 janvier 1861, le père et les deux enfants donnent un concert de charité dans une auberge. Malgré des difficultés financières, Kaspar Schrammel inscrit ses deux fils dès 1862 au conservatoire de la Société philharmonique de Vienne. En plus de cours de chant, Johann et Josef apprennent le violon auprès de Josef et de Georg Hellmesberger puis de Carl Heissler.
En juin 1865, Johann Schrammel quitte le conservatoire et touche des cachets en jouant dans les orchestres de l'Harmonietheater (de) et du Theater in der Josefstadt. L'année suivante, il rejoint l'armée et est employé dans son service musical et ses orchestres jusqu'en 1875.
En 1872,Schrammel épouse Rosalia Weichselbaumer et aura avec elle treize enfants ; seuls neuf deviendront adultes. Durant ses dernières années à l'armée, il joue aussi indépendamment comme dans l'orchestre de Carl Mangold.
En 1875, lui, son frère Josef et le guitariste Draskovits forment le trio "D'Nußdorfer". En 1879, Draskovits est remplacé par Anton Strohmayer (de) puis ils sont rejoints par Georg Dänzer (de) et deviennent le Schrammel-Quartett. Le quartet joue à sa façon la musique populaire viennoise, il deviendra populaire pour avoir créé son propre style, la Schrammelmusik.
Johann Schrammel meurt à 43 ans. Il est enterré au Hernalser Friedhof (de).

## Œuvre

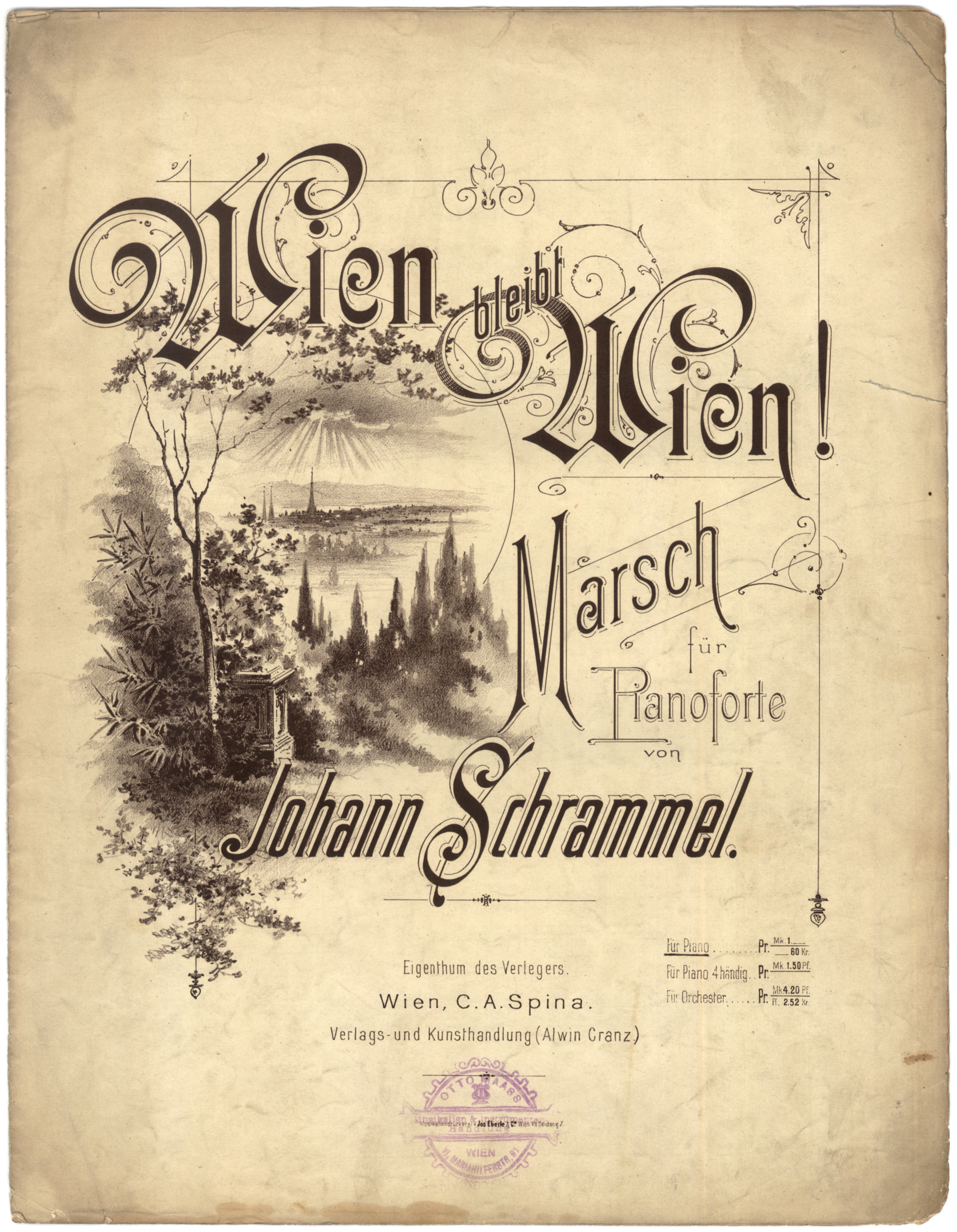
Partition de Wien bleibt Wien

Son œuvre la plus connue, la marche Wien bleibt Wien (Vienne reste Vienne), est largement diffusée pour ce qu'elle a été créée avant la création des sociétés de gestion des droits d'auteur comme la GEMA.
Sélection
- Der Schwalbe Gruß, op. 105. Chanson, texte de Carl Lindau.
- Faschingskrapfen. Valse.
- Glück und Liebe. Chanson-valse, texte de Eduard Merkt.
- Hechten-Marsch.
- Kunst und Natur. Marche.
- Praterveigerln, op. 151. Polka française.
- ’s Herz von an echten Weana. (plus connu sous le nom de Schrammel Walzer); Valse pour piano et chant, texte de Carl Lorens.
- Vindobona, du herrliche Stadt. Chanson-valse, texte de Karl Schmitter.
- Warum da Weana in den Himmel kumma muass.
- Was Öst’reich is’. Texte de Wilhelm Wiesberg.
- Weana G′müat, op. 112. Valse.
- Wien – Berlin, op. 100. Marche.
- Wien bleibt Wien! Marche.
- Wiener Künstler, op. 111. Marche. Texte de C. M. Haslbrunner.

## Sources, notes et références
- (de) Cet article est partiellement ou en totalité issu de l’article de Wikipédia en allemand intitulé « Johann Schrammel » (voir la liste des auteurs).